# Joe Pesci
 (novembre 2019).
Si vous disposez d'ouvrages ou d'articles de référence ou si vous connaissez des sites web de qualité traitant du thème abordé ici, merci de compléter l'article en donnant les références utiles à sa vérifiabilité et en les liant à la section « Notes et références ».
Joseph Pesci, dit Joe Pesci (prononcé en anglais : /d͡ʒoʊ ˈpɛʃi/), né le 9 février 1943 à Newark, dans le New Jersey, est un acteur américain.

## Biographie

### Jeunesse
Originaires de la région de Turin et Aquilonia en Italie, sa mère, Maria Mesce, travaillait comme coiffeuse à temps partiel et son père, Angelo Pesci, était conducteur de chariot élévateur pour General Motors et barman.
Joe Pesci commence sa carrière d'acteur dès son plus jeune âge, en apparaissant au milieu des années 1950 dans la série télévisée Star Time Kids. 
Il abandonne rapidement les études pour tenter une carrière de chanteur de bars, et devient même guitariste pour le groupe Joey Dee and the Starliters. Guitariste et chanteur, il enregistre un album studio : Little Joe Sure Can Sing! (1968) sur lequel il reprend, entre autres, trois titres des Beatles (Got to Get You Into My Life, The Fool on the Hill et Fixing a Hole) et des Bee Gees (Holiday, To Love Somebody et And the Sun Will Shine).

### Carrière

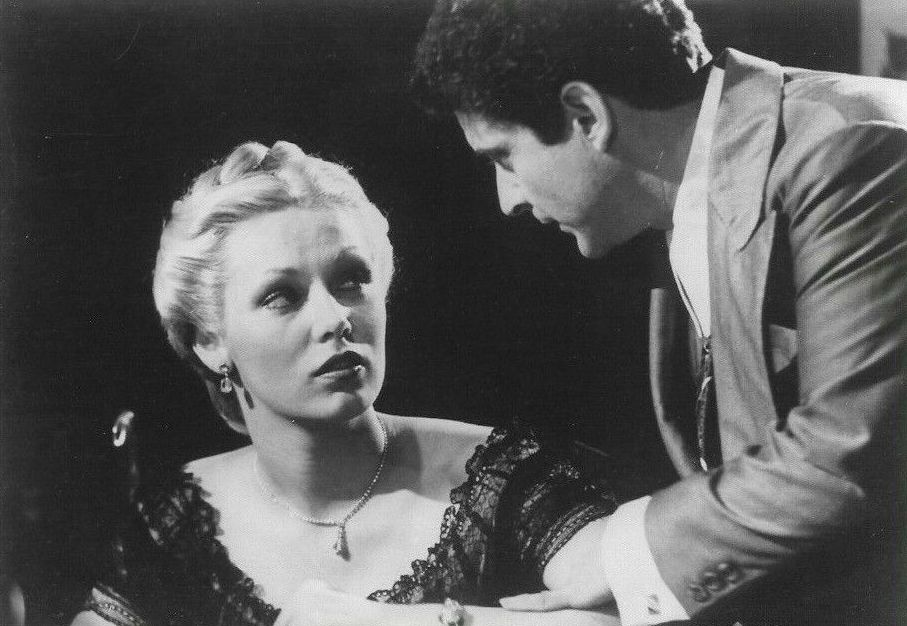
Cathy Moriarty et Joe Pesci en1980 dans une scène de Raging Bull

En 1961, il a aussi fait ses premiers pas sur grand écran, en tenant un rôle non crédité dans Hey, Let's Twist! (en). Expérience sans lendemain pour lui, puisqu'il lui faut attendre quinze années avant de retrouver les caméras pour The Death Collector (en). La chance lui sourit néanmoins puisque sa prestation est remarquée par Robert De Niro et Martin Scorsese. Ce dernier le contacte pour tenir le rôle du frère du boxeur Jake La Motta dans Raging Bull : une performance saluée par une citation à l'Oscar du meilleur acteur dans un second rôle et par l'obtention du BAFTA Award du meilleur nouveau venu dans un rôle principal. Après un détour en 1984 avec Sergio Leone pour l'immense fresque d'Il était une fois en Amérique, il offre un contrepoint comique au duo Mel Gibson / Danny Glover avec le personnage de Leo Getz, dans le second volet de la franchise L'Arme fatale en 1989. Un personnage qu'il interprètera à nouveau en 1992 et 1998, toujours sous la houlette de Richard Donner. 
En 1988, il accepte de jouer Mr Big, un parrain de la drogue, dans Moonwalker aux côtés de Michael Jackson.
En 1990, Martin Scorsese fait de nouveau appel à lui pour Les Affranchis, une saga du crime dans lequel il incarne le gangster psychopathe Tommy DeVito, qui profite de la moindre étincelle pour déclencher un carnage. Unanimement saluée par le public et la critique, sa brillante performance est récompensée par l'Oscar du meilleur acteur dans un second rôle lors de la 63e cérémonie des Oscars. Un univers auquel il est décidément habitué, puisque le réalisateur lui offre en 1995 le rôle du névrotique Nicky Santoro dans Casino, où il joue le bras droit de Robert De Niro et succombe à la vénale Ginger, interprétée par Sharon Stone. 
Sans doute lassé des rôles de mafieux auxquels les producteurs l'ont souvent cantonné, Joe Pesci se tourne surtout dans les années 1990 vers le registre de la comédie, avec plus ou moins de succès. Gangster raté et pathétique dans Maman, j'ai raté l'avion ! et sa suite, il fait un bref détour par le thriller politique avec JFK, avant d'incarner un avocat désopilant dans la comédie Mon cousin Vinny. Mais en dépit de quelques rôles mineurs, dont une brève apparition en 1993 dans Il était une fois le Bronx, la première réalisation de son vieux complice Robert De Niro, l'acteur se fait rare. Il enregistre en 1998 un nouvel album Vincent LaGuardia Gambini Sings Just for You et annonce en 1999 qu’il se retire du cinéma.
En 2007, Raisons d’État, second réalisation de Robert De Niro, marque son retour après huit ans d'absence du grand écran.
En 2014, Joe Pesci est incarné par Joey Russo dans Jersey Boys de Clint Eastwood, film qui retrace l'histoire du groupe de musique The Four Seasons.
En 2019, il fait son grand retour devant la caméra dans le film de gangsters The Irishman, qui marque ses retrouvailles avec le cinéaste Martin Scorsese et Robert De Niro. Dans cette adaptation du roman I Heard You Paint Houses dans laquelle il joue le mafieux Russell Bufalino, Pesci qui est connu pour ses rôles « volatiles et explosifs », joue ici un rôle bien plus calme qu'à l'accoutumé. Cette performance lui permet d'être nommé pour la troisième fois dans la catégorie du meilleur acteur dans un second rôle.
La même année, il enregistre un troisième et surprenant album de Jazz : Pesci... Still Singing paru le 27 novembre 2019 et dédié à la mémoire de Jimmy Scott et Geoff Gillette.

## Filmographie

### Cinéma
- 1961 : Hey, Let's Twist! (en) de Greg Garrison (en) : danseur (non crédité)
- 1969 : Out of It (en) de Paul Williams : Michael
- 1976 : The Death Collector (en) de Ralph De Vito : Joe
- 1977 : Short Eyes (en) de Robert Milton Young
- 1980 : Raging Bull de Martin Scorsese : Joey
- 1982 : I'm Dancing as Fast as I Can de Jack Hofsiss : Roger
- 1982 : Dear Mr. Wonderful (en) de Peter Lilienthal : Ruby Dennis
- 1983 : Eureka de Nicolas Roeg : Mayakofsky
- 1983 : Hold-up en jupons (Easy Money) de James Signorelli : Nicky Cerone
- 1984 : Il était une fois en Amérique (Once upon a time in America) de Sergio Leone : Frankie Manoldi
- 1984 : Tutti dentro de Alberto Sordi : Corrado Parrisi
- 1987 : Man on Fire d'Élie Chouraqui : David
- 1988 : Moonwalker de Jerry Kramer, Jim Blashfield et Colin Chilvers : Mr Big
- 1989 : L'Arme fatale 2 (Lethal Weapon 2) de Richard Donner : Leo Getz
- 1989 : The Legendary Life of Ernest Hemingway de José María Sánchez : John Dos Passos
- 1990 : Une trop belle cible (Catchfire) d'Alan Smithee : Leo Carelli
- 1990 : Le Mariage de Betsy (Betsy's Wedding) d'Alan Alda : Oscar Henner
- 1990 : Les Affranchis (Goodfellas) de Martin Scorsese : Tommy DeVito
- 1990 : Maman, j'ai raté l'avion ! (Home alone) de Chris Columbus : Harry Lime
- 1991 : Le Proprio (The Super) de Rod Daniel : Louie Kritski
- 1991 : JFK d'Oliver Stone : David Ferrie
- 1992 : Mon cousin Vinny (My Cousin Vinny) de Jonathan Lynn : Vinny Gambini
- 1992 : L'Arme fatale 3 (Lethal Weapon 3) de Richard Donner : Leo Getz
- 1992 : L'Œil public (The Public eye) de Howard Franklin : Leon Bernstein
- 1992 : Maman, j'ai encore raté l'avion ! (Home alone 2) de Chris Columbus : Harry Lime
- 1993 : Il était une fois le Bronx (A Bronx Tale) de Robert De Niro : Carmine
- 1994 : Jimmy Hollywood de Barry Levinson : Jimmy Alto
- 1994 : Avec les félicitations du jury (With Honors) d'Alek Keshishian : Simon Wilder
- 1995 : Casino de Martin Scorsese : Nicky Santoro
- 1997 : 8 Têtes dans un sac (8 Heads in a Duffel Bag) de Tom Schulman : Tommy
- 1997 : Pêche Party (Gone fishin') de Christopher Cain : Joe Waters
- 1998 : L'Arme fatale 4 (Lethal Weapon 4) de Richard Donner : Leo Getz
- 2006 : Raisons d'État (The Good Shepherd) de Robert De Niro : Joseph Palmi
- 2010 : Love Ranch de Taylor Hackford : Charlie Bontempo
- 2015 : L'Incroyable Destin de Savva (Savva. Serdtse voina) de Maksim Fadeev : Komar (voix)
- 2019 : The Irishman de Martin Scorsese : Russell Bufalino
- 2023 : Day of the Fight (en) de Jack Huston : père de Mike

### Télévision

#### Séries télévisées
- 1966 : L'Extravagante Lucy (The Lucy Show) : Un musicien (2 épisodes), (non crédité)
- 1985 : Half Nelson : Rocky Nelson (8 épisodes)
- 1992 : Les Contes de la crypte : Vic / Jack (saison 4 épisodes 11 Dédoublement de personnalité)
- 1993 : La Nouvelle Panthère rose (The Pink Panther) : Dogfather / Puggs (voix)
- 2023 : Bupkis

## Discographie
- Little Joe Sure Can Sing! (1968) (Brunswick Records)
- Vincent LaGuardia Gambini Sings Just for You (1998) (Columbia Records)
- Pesci... Still Singing (2019) (BMG Rights Management)

## Distinctions

### Récompenses
- 35e cérémonie des British Academy Film Awards 1982 : British Academy Film Award du nouveau venu le plus prometteur dans un rôle principal au cinéma dans un drame biographique pour Raging Bull (1981).
- 11e cérémonie des Boston Society of Film Critics Awards 1991 : Meilleur acteur dans un second rôle dans un drame biographique pour Les Affranchis (1990) pour le rôle de Tommy DeVito.
- 3e cérémonie des Chicago Film Critics Association Awards 1991 : Meilleur acteur dans un second rôle dans un drame biographique pour Les Affranchis (1990) pour le rôle de Tommy DeVito.
- 1991 : Dallas-Fort Worth Film Critics Association Awards du meilleur acteur dans un second rôle dans un drame biographique pour Les Affranchis (1990).
- 63e cérémonie des Oscars 1991 : Meilleur acteur dans un second rôle dans un drame biographique pour Les Affranchis (1990).
- CinEuphoria Awards (es) 2019 : Lauréat du Prix d'honneur pour l'ensemble de sa carrière.
- 2019 : Florida Film Critics Circle Awards du meilleur acteur dans un second rôle dans un drame biographique pour The Irishman (2019) pour le rôle de Russell Bufalino.

### Nominations
- 38e cérémonie des Golden Globes 1981 : Meilleur acteur dans un second rôle dans un drame biographique pour Raging Bull (1980).
- 53e cérémonie des Oscars 1981 : Meilleur acteur dans un second rôle dans un drame biographique pour Raging Bull (1980).
- 48e cérémonie des Golden Globes 1991 : Meilleur acteur dans un second rôle dans un drame biographique pour Les Affranchis (1990) pour le rôle de Tommy DeVito.
- 2019 : Boston Society of Film Critics Awards du meilleur acteur dans un second rôle dans un drame biographique pour The Irishman (2019) pour le rôle de Russell Bufalino.
- 2019 : Chicago Film Critics Association Awards du meilleur acteur dans un second rôle dans un drame biographique pour The Irishman (2019) pour le rôle de Russell Bufalino.
- 2019 : Dallas-Fort Worth Film Critics Association Awards du meilleur acteur dans un second rôle dans un drame biographique pour The Irishman (2019) pour le rôle de Russell Bufalino.
- AACTA International Awards 2020 : Meilleur acteur dans un second rôle dans un drame biographique pour The Irishman (2019) pour le rôle de Russell Bufalino.
- 73e cérémonie des British Academy Film Awards 2020 : Meilleur acteur dans un second rôle dans un drame biographique pour The Irishman (2019) pour le rôle de Russell Bufalino.
- 25e cérémonie des Critics' Choice Movie Awards 2020 : Meilleur acteur dans un second rôle dans un drame biographique pour The Irishman (2019) pour le rôle de Russell Bufalino.
- 77e cérémonie des Golden Globes 2020 : Meilleur acteur dans un second rôle dans un drame biographique pour The Irishman (2019) pour le rôle de Russell Bufalino.
- 92e cérémonie des Oscars 2020 : Meilleur acteur dans un second rôle dans un drame biographique pour The Irishman (2019).
- 24e cérémonie des Satellite Awards 2020 : Meilleur acteur dans un second rôle dans un drame biographique pour The Irishman (2019) pour le rôle de Russell Bufalino.

## Voix francophones
En version française, Joe Pesci est dans un premier temps doublé par Bernard Pisani dans Raging Bull, Albert Médina dans Eureka et Maurice Sarfati dans Hold-up en jupons.
De 1989 à 1997, Roger Crouzet le double dans les films L'Arme fatale, Une trop belle cible, JFK, L'Œil public, Il était une fois le Bronx et 8 Têtes dans un sac. De 1991 à 1997, Michel Mella le double dans Le Proprio, Mon cousin Vinny, Jimmy Hollywood, Casino et Pêche Party. Il remplace également Marc de Georgi dans le second doublage du film Il était une fois en Amérique.
Parmi ses autres voix françaises, Philippe Peythieu le double en 1987 dans Man on Fire, remplace Jean-Luc Kayser dans le second doublage du film Moonwalker et retrouve Pesci plus récemment dans The Irishman et Bupkis (en). Patrice Melennec le double dans Maman, j'ai raté l'avion et sa suite, tandis qu'il est doublé à titre exceptionnel par Jean Benguigui dans Les Affranchis et Patrick Messe dans Raisons d'État.